# Volgren
Volgren é uma fabricante de ônibus australiana, anteriormente pertencente à Volvo e a Grenda Corporation, mas actualmente é propriedade da empresa brasileira fabricante de ônibus Marcopolo.
Foi criada em 1977, inicialmente fornecendo carroçarias para ônibus Volvo vendidos na Austrália, e mais tarde o fornecimento carroçaria em todos os tipos de chassis, tanto para venda local como para exportação. Em Dezembro de 2011 foi comprada pela empresa brasileira Marcopolo.